# NGC 5014
NGC 5014 ist eine 12,7 mag helle Spiralgalaxie vom Hubble-Typ Sa im Sternbild Jagdhunde am Nordsternhimmel. Sie ist schätzungsweise 53 Millionen Lichtjahre von der Milchstraße entfernt und hat einen Durchmesser von etwa 25.000 Lj.

Im selben Himmelsareal befinden sich u. a. die Galaxien NGC 5002, NGC 5005, NGC 5033, IC 4213.
Das Objekt wurde am 1. Mai 1785 vom deutsch-britischen Astronomen Wilhelm Herschel mit einem 18,7-Zoll-Spiegelteleskop entdeckt, der sie dabei mit „F, S, lE“ beschrieb.